# Vuelo 1456 de Iberia
El vuelo 1456 de Iberia fue un vuelo que cubría la ruta desde el Aeropuerto de Barcelona-El Prat hasta el Aeropuerto de Bilbao el día 7 de febrero de 2001. El vuelo se realizaba con un avión Airbus A320, matrícula EC-HKJ. Durante su aproximación al Aeropuerto de Bilbao, debido a las fuertes turbulencias y al viento con cizalladura el avión se desestabilizó y pese a los intentos de la tripulación por evitarlo, acabó impactando fuertemente con la pista rompiendo su tren de aterrizaje. Los 136 pasajeros y los 7 miembros de la tripulación sobrevivieron al accidente.
Tras la investigación de las causas, el accidente hizo que Airbus modificase el sistema de protección del ángulo de ataque conocido como Alpha Floor.

## Accidente

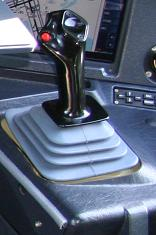
Sidestick del A380, similar al que se usa en el A320 por los pilotos para controlar el avión

Sobre las 22:00 de la noche hora GMT, el vuelo IB1456 operado con un A320 iniciaba su maniobra de aproximación y aterrizaje al Aeropuerto de Bilbao en medio de fuertes turbulencias. 
En su descenso, y cuando se encontraba ya a 6000ft de altitud empezó a experimentar una fuerte turbulencia con vientos de hasta 55kt, que hicieron saltar algunas de las alertas de sobrevelocidad. Estas fuertes turbulencias y el tipo de viento, tal y como recoge el informe, se especula que podrían ser una turbulencia conocida como onda de montaña que tiene asociada vientos rotores muy fuertes. 
Durante esta fase de la aproximación, las caja negras registraron como los pilotos intentaron picar el avión cuando encontraron una corriente ascendente y seguidamente encontraron una descendente, con lo que volvieron a intentar subir el morro del avión. 
Cuando el avión se encontraba ya a unos 200 ft de la pista e iniciando la recogida, el avión encontró fuerte viento de cizalladura (vientos de 10kt con rachas de 25kt) que provocaron su desestabilización e incremento de la tasa de descenso hasta los 1200 ft por minuto, haciendo saltar las alertas sonoras de sink rate.
La tripulación intentó contrarrestar esta fuerte tasa de descenso pero el A320 no obedeció esas órdenes, la tripulación intentó hacer un motor y al aire pero finalmente impactó fuertemente contra la pista de aterrizaje con la rueda de morro que se rompió y todas las ruedas de su tren de aterrizaje principal reventaron.
Tras este impacto, la aeronave se desplazó de forma horizontal por la pista hasta pararse 1.100 metros desde donde se produjo el primer impacto. En ese momento se inició la evacuación de todos los pasajeros y la tripulación.
Todos los ocupantes del avión sobrevivieron, pero hubo 24 heridos, uno de ellos grave, y siete que fueron trasladados al hospital.

## Causa
Se determinó que la causa principal del accidente fue que uno de los sistemas de protección que integran el A320, el Alpha Floor Protection que regula el ángulo de ataque no permitió que los pilotos pudiesen contrarrestar la actitud de morro que llevaba el avión y consecuentemente, no pudieron evitar el fuerte impacto de este contra la pista y su posterior rotura. Como se puede apreciar en el desarrollo del accidente, la meteorología jugó un papel importante ya que llevó a la tripulación a tener que maniobrar con fuertes turbulencias y vientos muy cambiantes.
Este sistema de protección llamado Alpha Floor Protection está integrado en los ordenadores de a bordo y su función es prevenir maniobras agresivas que pudiesen llevar al avión a entrar en pérdida, sin embargo, en este caso inhibieron a la tripulación de poder iniciar la recogida de forma más abrupta y poder colocar el avión con una posición para aterrizar con su tren principal y no con su tren de morro.
Pese a que los dos miembros de la tripulación intentaron corregir la posición del avión, el sistema de Airbus lo impidió.
Este sistema no tenía en cuenta una situación como la que se vivió durante este accidente: vientos con cizalladura y turbulencia que hicieron que el avión entrase en un descenso vertical muy fuerte y con el morro ligeramente abajo, justamente la actitud opuesta a la que se debe hacer en la recogida.

## Alpha Floor
El sistema llamado Alpha Floor o también conocido como (α-Prot) es un sistema integrado en los sistemas de los aviones Airbus que funciona durante el vuelo, siempre y cuando el avión esté por encima de los 100ft de altura medidos por el radioaltímetro.
Este sistemas se asegura de que si se alcanza un determinado ángulo de ataque, que podría hacer que el avión entrase en pérdida, automáticamente, los motores aplican potencia (modo TOGA: TOGA (Takeoff/Go-around o Despegue/motor al aire)) para evitar esta situación.
Este sistema también previene maniobras bruscas que puedan poner al avión en una situación comprometida para su seguridad.

## Cambios efectuados por Airbus
Tras este accidente, el 12 de marzo de 2001, se emitió la primera recomendación de seguridad por parte de Comisión de Investigación de Accidentes e Incidentes de Aviación Civil de España y su equivalente en Francia, la Bureau d'Enquêtes et d'Analyses pour la Sécurité de l'Aviation Civile que instaron a Airbus a revisar estos sistemas para prevenir futuras ocurrencias de este tipo de accidentes.
Dado que los cambios podrían tardar tiempo, Airbus sacó un boletín especial de seguridad con recomendaciones temporales de cómo operar en circunstancias como las que se dieron en este accidente con vientos racheados y turbulencia. 
Este boletín fue emitido el día 23 de marzo de 2001.
En septiembre de 2001, Airbus terminó de desarrollar el cambio en el software que controla la protección del ángulo de ataque y obligaba a todas las aerolíneas que operasen con aviones del tipo Airbus A319, Airbus A320 y Airbus A321 a actualizar el software en sus aeronaves antes de diciembre de 2002.